# Осадовий шар земної кори
Осадо́вий шар земно́ї кори́ (рос. осадочный слой земной коры, англ. sedimentary layer of the Earth’s crust, нім. Sedimentmantel m der Erdkruste) — верхня частина земної кори, яка складається переважно з осадових порід різного віку. Від шару, який лежить нижче (гранітного, базальтового), відокремлений границею різкої неузгодженості.